# Oar lactea
Oar lactea là một loài bướm đêm trong họ Geometridae.